# Detroit Party Marching Band
Detroit Party Marching Band est un brass band américain, originaire de Détroit, dans le Michigan.

## Histoire
Le groupe se produit à l'improviste lors d'événements tels que le carnaval de La Nouvelle-Orléans en 2012, 2015 et 2017, Theatre Bizarre, Noel Night, Blowout, la parade de Nain Rouge, la parade de la fête du Travail de Hamtramck, le marathon du Detroit Free Press en 2010 et HONK! à Somerville, dans le Massachusetts, ainsi que dans de nombreux bars et soirées de la région de Détroit, programmés ou non.
Ils assurent la première partie de groupes tels que Band of Horses, Rebirth Brass Band et What Cheer? Brigade. Le groupe est formé par Rachel Harkai et John et Molly Notarianni, qui se sentaient inspirés par les groupes de seconde ligne qu'ils ont vus à la Nouvelle-Orléans pendant mardi gras, et aussi après un voyage à HONK! à la fin de l'année 2009. Son répertoire est un mélange de chansons des Balkans et d'inspiration balkanique, de pop moderne et de RnB réarrangés pour les cuivres, généralement par les membres eux-mêmes. Le groupe effectue également une tournée européenne aux Pays-Bas dans le cadre du Cross Linx Music Festival en 2014.